# Santana (São Paulo)
Pour les articles homonymes, voir Santana.
Santana est un district de la ville de São Paulo, situé dans la zone nord de la ville, au nord de la rivière Tietê et forme la sous-préfecture de Santana/Tucuruvi avec les districts de Tucuruvi et Mandaqui. Le district de Paix de Santana, comme on l'appelait à l'époque, créé en 1898, était un ancien centre de population dans la zone nord de la ville, à tel point que l'anniversaire du district est commémoré à la même date que la fondation du quartier de Santana, le 26 juillet 1782.
Il est resté longtemps isolé du reste de la capitale en raison de barrières naturelles telles que la Tietê et la Serra da Cantareira, acquérant des caractéristiques rurales. L'isolement a duré jusqu'au début du XXe siècle lorsque le Ponte das Bandeiras et le Tramway de Cantareira ont été construits. Suivant les traces de toute la municipalité, Santana s'est développée rapidement en raison du processus d'industrialisation et de la richesse générée par le cycle du café dans tout l'État. C'est actuellement un centre socio-économique régional, fonctionnant comme une plaque tournante du commerce, des services et des loisirs pour d'autres endroits de la zone nord.
Il abritait autrefois l'ancien siège de la maison d'arrêt de São Paulo, transformé en ce qui est aujourd'hui le parc de la jeunesse, il possède également l'un des plus grands salons et centres d'exposition de São Paulo, le pavillon Anhembi, en plus de la gare routière de Tietê le plus fréquenté do Brésil et l'aéroport du Campo de Marte, le premier de la ville. Les quartiers d'Alto de Santana et du Jardim São Paulo se distinguent, régions nobles situées dans son prolongement. Il a l'IDH le plus élevé (0,925) dans la zone nord de la municipalité et le dix-neuvième parmi les 96 districts. A titre de comparaison : en 2000, cette valeur de l'IDH était égale à celle de l' Allemagne.

## Histoire
Le district de Paix de Santana a été créé en 1898, ses limites étant modifiées au fil des ans avec la création de nouveaux sous-districts et des districts actuels (loi municipale de 1986) dans la zone nord de la commune. Cependant, les origines de la région de Santana sont très anciennes, à tel point que la date 26 de julho est reconnue comme l'anniversaire du quartier de Santana.
Le nom Santana est une référence à la propriété la plus célèbre de la région : la Fazenda de Sant'Ana – expropriée par le gouvernement portugais des jésuites, par l'intermédiaire du Marquis de Pombal, au XVIIIe siècle, très fructueuse en production agricole et fournissait le centre-ville avec ses dispositions. La région de Santana jusqu'à la fin du XIXe siècle a gardé comme caractéristique l'approvisionnement en fruits et légumes de la ville - centre et environs, en plus d'être connue comme un lieu de loisirs et de loisirs, en raison de sa position géographique proche de la Serra da Cantareira, où les paulistanos pouvaient se reposer en contact avec la nature.
Santana est une région qui, bien qu'étant un ancien centre de population dans la partie nord de la municipalité, est restée longtemps isolée du reste de la capitale en raison de barrières naturelles telles que la rivière Tietê et la Serra da Cantareira. Cet isolement est resté jusqu'au début du XXe siècle lorsque, suivant les traces de toute la municipalité, Santana s'est développée rapidement en raison du processus d'industrialisation et de la richesse générée par le cycle du café dans tout l'État.
Afin d'alimenter le réservoir de la Consolação, la Companhia Cantareira e Esgotos a décidé de collecter de l'eau dans la Serra da Cantareira et il était nécessaire de créer un moyen de transport pour transporter les travailleurs et les matériaux de construction. Le gouvernement de l'État a donc décidé de construire la petite ligne ferrée provisoire du Tramway de Cantareira. En 1893 le tramway était déjà en service.

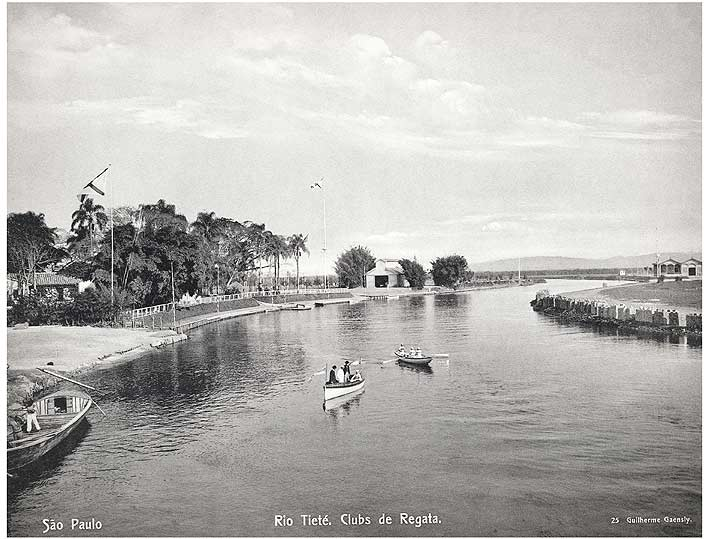
Carte postale de la rivière Tietê.

Santana logé 4 stations du train, on a trouvé : Areal à la hauteur de l'actuelle station Carandiru du métro, Santana créé sur la rue Alfredo Pujol près de la rua Voluntários da Pátria, Quartel en face des casernes de l'Armée (GBB/SP) et Chora Menino ayant un nom changez pour Santa Terezinha, qui était situé près du cimetière de Santana dans la rua Cônego Manoel Vaz.

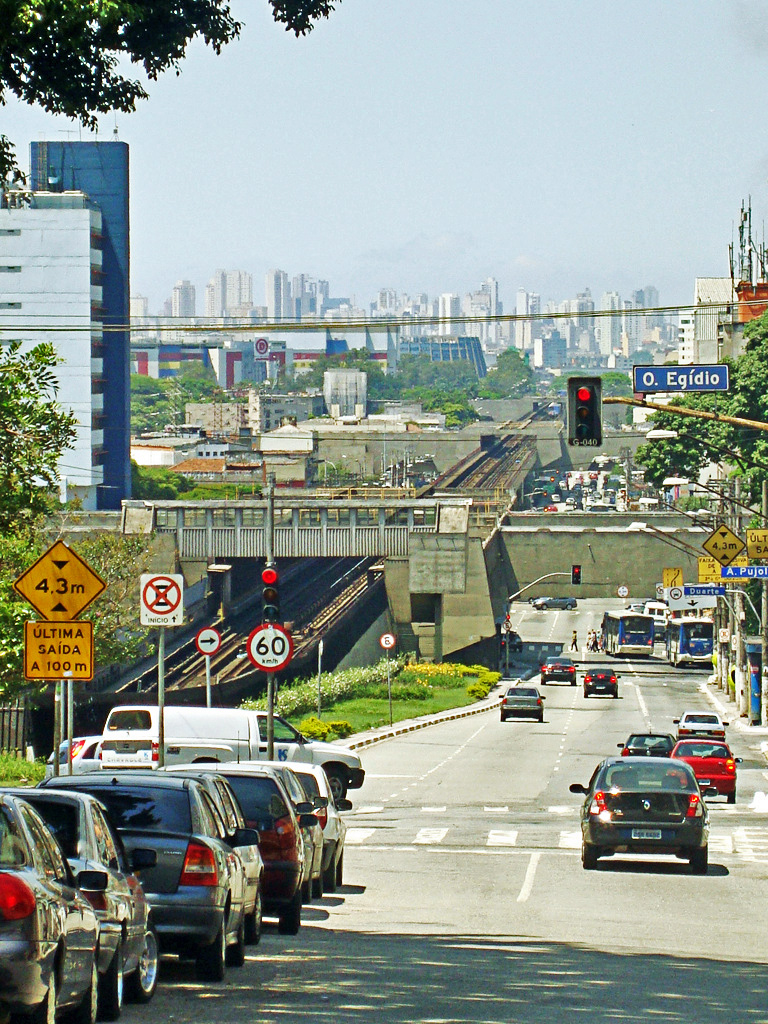
Avenue Cruzeiro do Sul et le métro aérien.

Au début des années 1940, le quartier a acquis une nouvelle connexion avec la région centrale de la municipalité, avec la construction de la Ponte das Bandeiras (Pont des drapeaux), qui a remplacé l'ancienne Ponte Grande (Pont grand). Le maire de l'époque, Prestes Maia, considérait l'ouvrage comme la porte d'entrée de la municipalité. A proximité du pont, plusieurs associations sportives ont été installées, dont le Clube de Regatas Tietê et le Clube Esperia, ce dernier fondé en 1899 et toujours existant. Les sports nautiques tels que l'aviron et les régates de natation étaient régulièrement pratiqués sur la Tietê, avant que le tronçon qui traverse la capitale ne soit complètement pollué dans les décennies suivantes.
Le 31 mars 1965, après 72 ans d'utilisation, le tramway est désactivé pour faire place au Métropolitain de São Paulo. Dix ans plus tard le district de Santana acheva son intégration avec le reste de la municipalité : avec la construction de la Ligne 1 - Bleue du métro, la région connut un processus de développement et d'avancées dans ses infrastructures, ce qui en fit l'un des principaux centres commerciaux de la zone nord de la municipalité.
L'ancienne Companhia Telefônica Brasileira (CTB) a inauguré en 1938 sur la rua Voluntários da Pátria une station téléphonique (préfixe 3-8), qui a fonctionné jusqu'en 1968, date à laquelle elle a été remplacée par une nouvelle station, construite sur l'avenida Cruzeiro do Sul. La capacité précédente a ensuite été étendue de mille terminaux à 12 mille terminaux (préfixes 298 et 299). Actuellement, environ 180 000 terminaux téléphoniques fonctionnent au poste téléphonique de Santana. Avec la numérisation du réseau téléphonique et le besoin de plus de terminaux téléphoniques, il a été changé à nouveau en 1997 et plus de préfixes ont été ajoutés tels que : 6281, 6283, 6950, 6959, 6971, 6972, 6973, 6974, 6975, 6976, 6977, 6978 et 6979. En 2008, le 6 des préfixes a été changé en 2, laissant 2950, par exemple.

## Actualité
Santana est bien desservie par les transports, l'eau, les égouts, le logement et le commerce. Souffre de problèmes tels que des zones de prostitution, des inondations, de nombreux graffitis et un grand nombre de mendiants dans le centre de Santana.

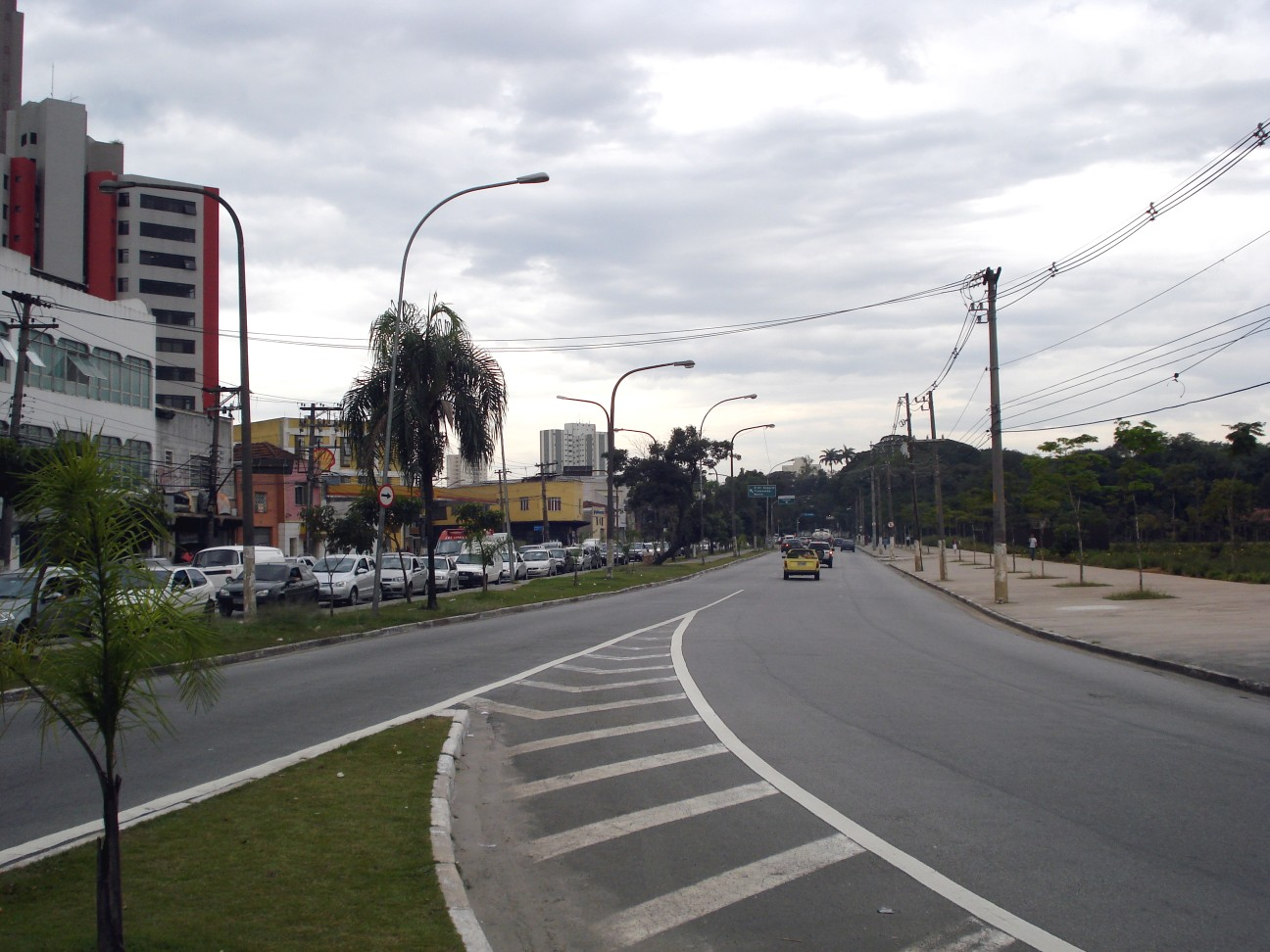
Avenida Ataliba Leonel et les "trottoirs verts".

Ces dernières années, le centre de Santana subit un processus de gentrification. En 2010, année électorale, la région a bénéficié des travaux de revitalisation et de réurbanisation réalisés par la sous-préfecture de Santana-Tucuruvi. Certaines avenues du district font l'objet d'aménagements, venant du Pouvoir public, il s'agit de : Général Ataliba Leonel, Zaki Narchi et Luiz Dumont Villares. Les routes ont gagné des trottoirs verts, ce qui permet un meilleur écoulement des eaux de pluie, en plus de permettre de planter des arbres dans le secteur. Il y aura également la construction d'une liaison routière entre les avenues Cruzeiro do Sul et Engenheiro Caetano Álvares. En raison du projet, 340 propriétés seront expropriées dans ce quartier.

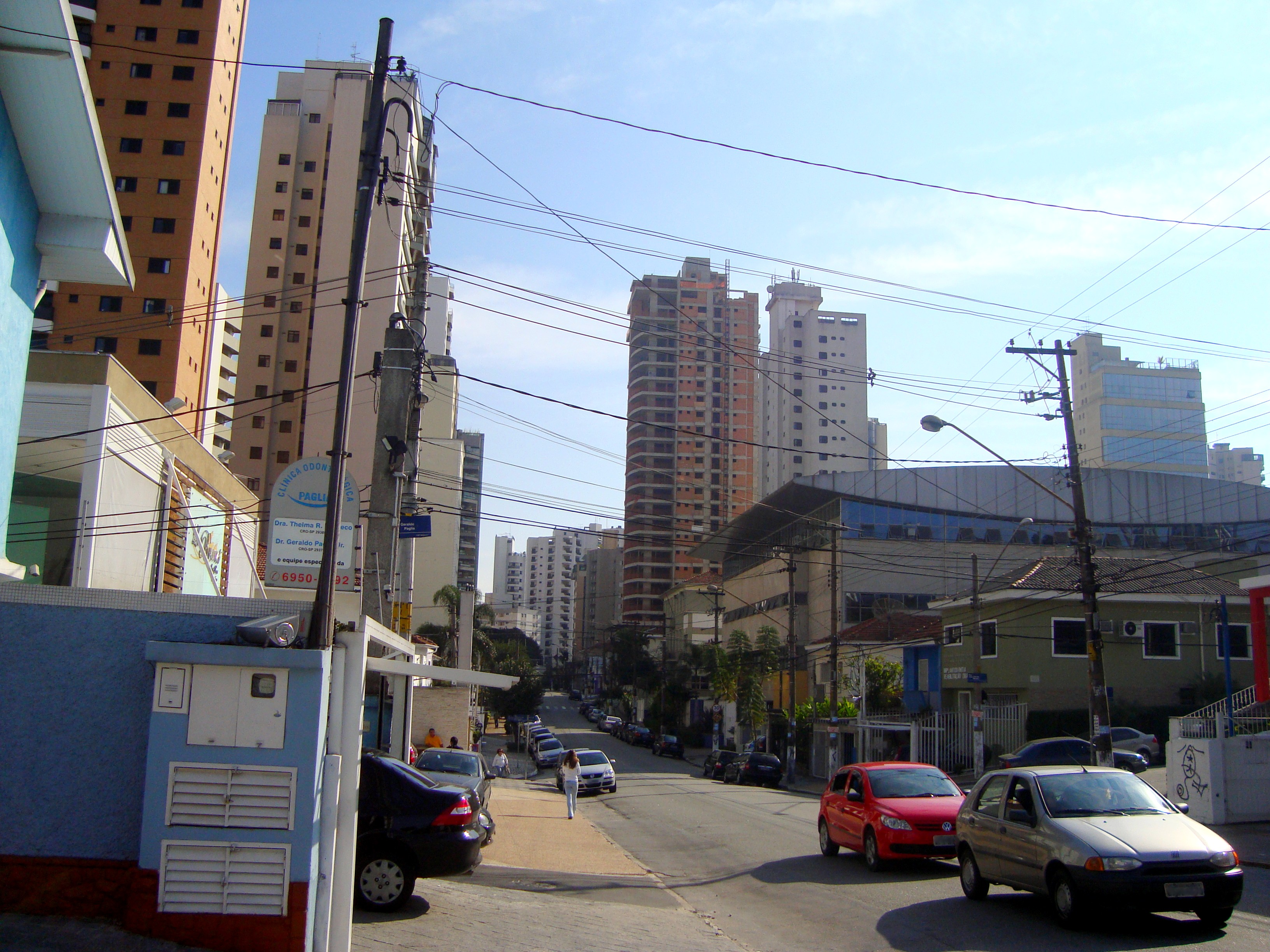
Une voie d'Alto de Santana.

L'ensemble de son territoire est urbain avec une forte densité de population. Le phénomène de verticalisation s'amplifie d'année en année et résulte de la valorisation des terrains existants. Comme il dispose d'une gamme d'écoles, d'universités, d'hôpitaux, de clubs, de magasins, de restaurants et de bars, les développeurs développent des entreprises moyennes et haut de gamme, à tel point qu'il existe des endroits dans le quartier où le mètre carré peut coûter R$ 7 000. La région qui reçoit des sorties haut de gamme avec une grande demande est Alto de Santana. Avec ce processus de développement et les progrès de ses infrastructures, le quartier est devenu l'un des principaux centres économiques et culturels de la zone nord de la ville.

## Géographie

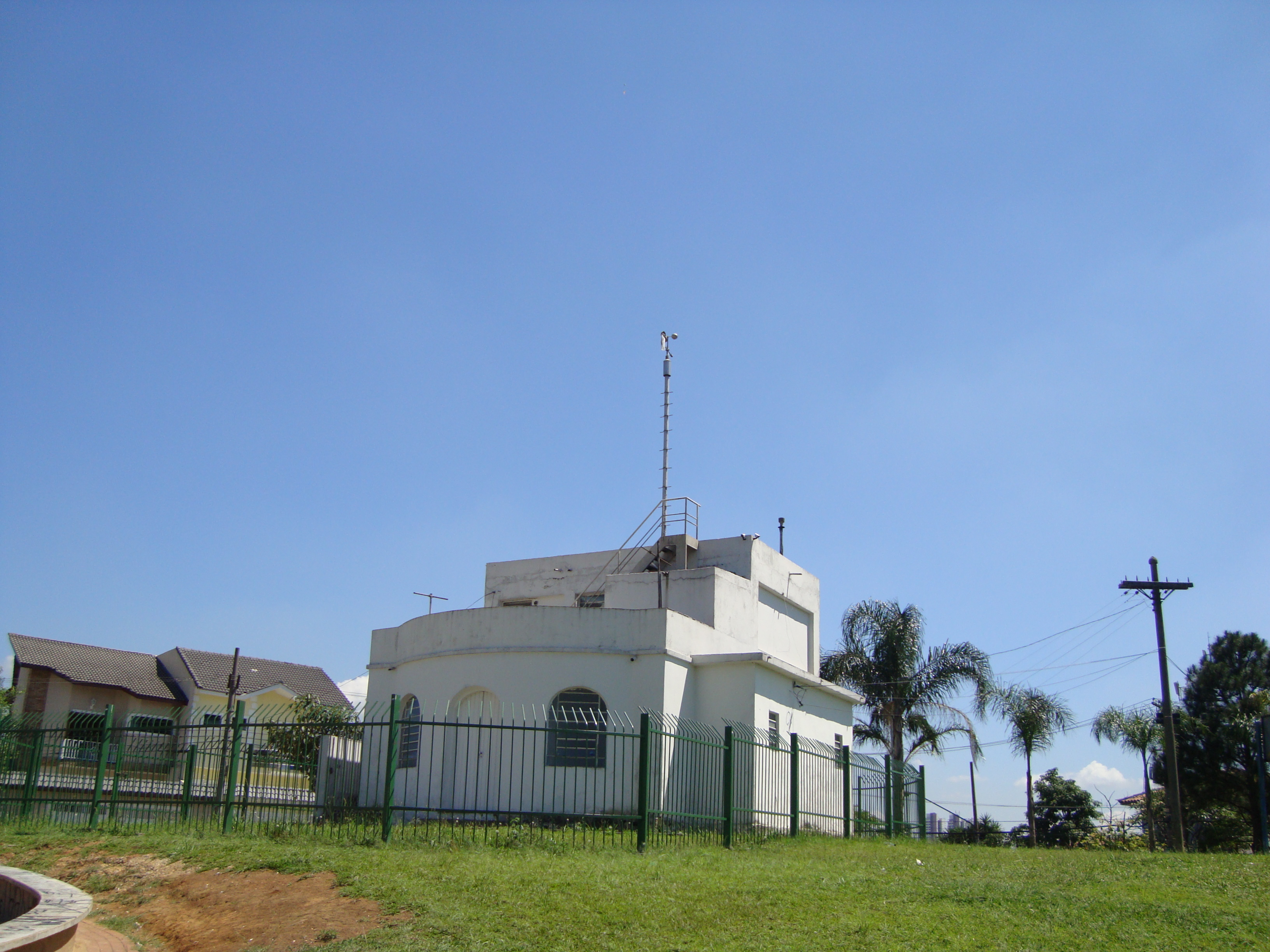
Mirante de Santana.

Le district est situé près de la Serra da Cantareira, donc la majeure partie de son territoire est accidentée avec des altitudes allant de 720 à 810 mètres. Les zones inférieures sont le centre du quartier de Santana dans la Marginal Tietê, en passant par le Campo de Marte, aux environs de la station Santana, ont des terrasses pluviales basses de la plaine inondable de la rivière Tietê maintenues par du gravier et d'anciens alluvions.
Les zones élevées du quartier partent des rues Conselheiro Saraiva, Alfredo Pujol et de la fin de l'avenue Cruzeiro do Sul, les élévations sont considérables, caractérisées par de hautes collines et des pointes secondaires sur les bords des plateformes interfluviales primitives des collines de São Paulo (750 à 810 mètres). Les régions avec des collines sont : Alto de Santana (quartiers de Santana et Vila Santana), les quartiers de Santa Terezinha, Água Fria, Jardim São Paulo et ses environs. Dans ce dernier quartier se trouve la Mirante de Santana, qui est la principale station météorologique de l'Institut national de météorologie de la ville, elle culmine à 792 mètres, permettant d'avoir un suivi météorologique précis et une vue privilégiée sur la ville,.

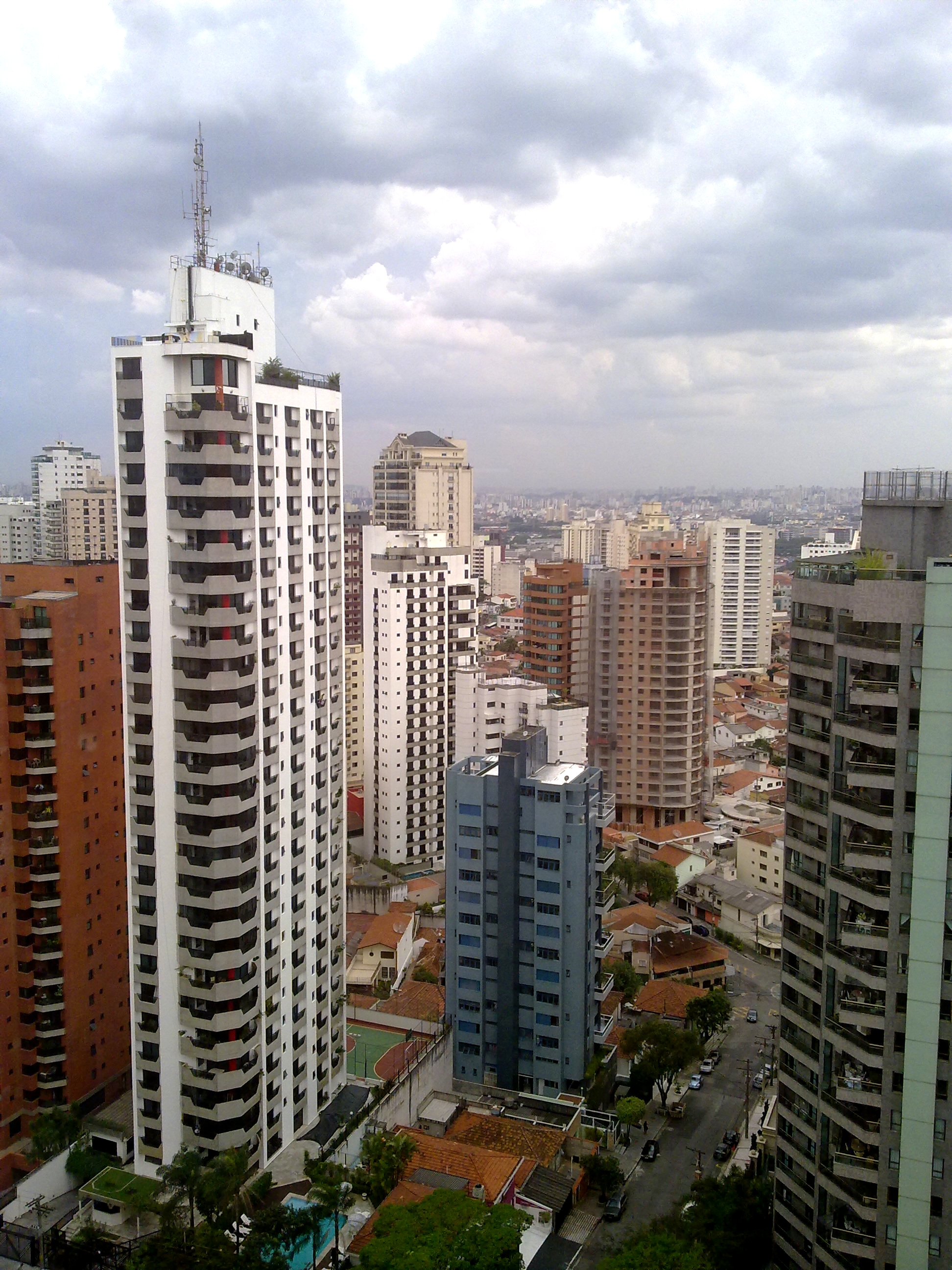
Journée nuageuse autour de la rua Pedro Doll.

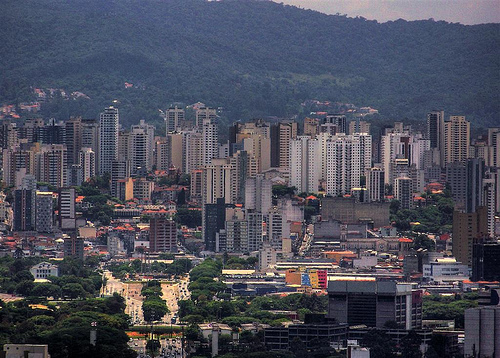
Le quartier de Santana. Crédits : Samuel Kassapian

Santana a une myriade de tissus urbains. Le noyau originel en tant que centre du quartier homonyme à caractéristique de quartier est horizontal, caractérisé par la présence de quelques bâtiments commerciaux et de services. Les mêmes caractéristiques commerciales sont observées dans les avenues et certaines rues du quartier. Les maisons moyennes ordinaires sont composées de demeures communes dans des quartiers de classe moyenne typiquement situés dans un anneau à proximité des zones commerçants comme Santa Teresinha, Água Fria, Chora Menino et Imirim.
Jardim São Paulo se caractérise par des condominiums horizontaux de niveau moyen et élevé, considérés comme "Zone de Valeur B" par CRECI. L'Alto de Santana qui correspond au sommet du quartier de Santana et du quartier de Vila Santana est une zone résidentielle verticale haut de gamme qui varie beaucoup dans le rapport entre la largeur de la rue et la hauteur des bâtiments, recevant également un Note "B" par le CRECI. Il existe également des régions de rues privées avec des condominiums horizontaux fermés, avec un accès restreint. Les régions traditionnellement qualifiées de bidonvilles sont peu présentes (0,20 % des ménages du quartier), mais il existe des régions à lotissements verticaux (Cingapura) comme l'Avenida Zaki Narchi à la frontière avec Vila Guilherme.

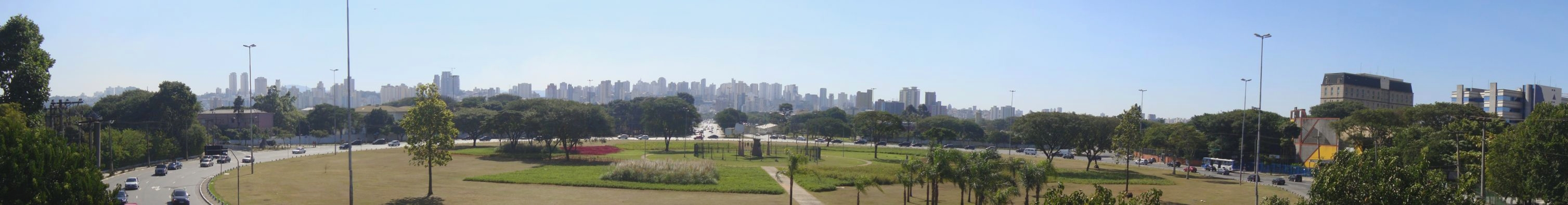
Photographie panoramique a partir de Praça Campo de Bagatelle qui montre l'intense verticalisation du quartier

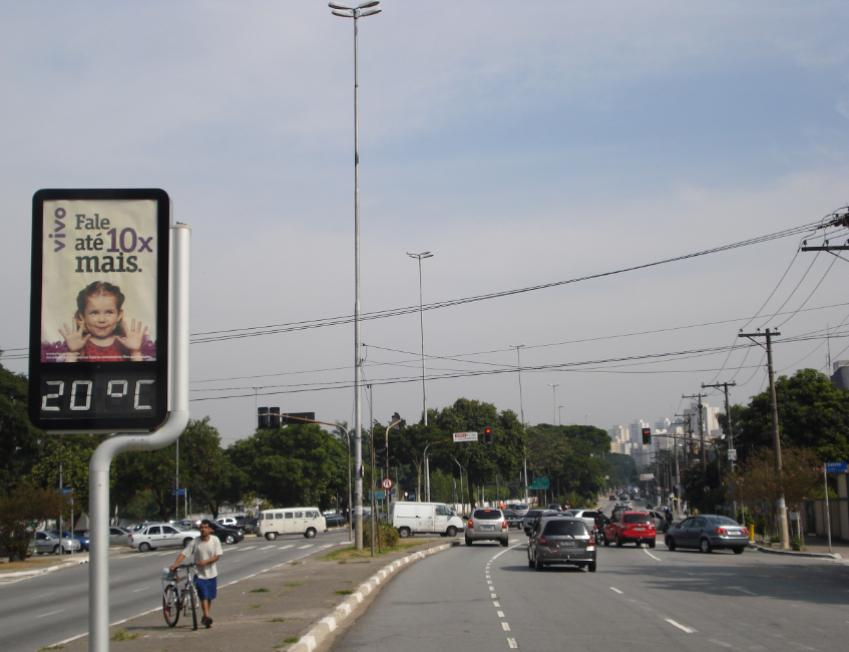
Avenue Brás Leme

### Position géographique
Le district de Santana est situé sur la rive nord de la Tietê. Il borde le quartier de Vila Guilherme à l'est, Casa Verde à l'ouest, Bom Retiro et Pari au sud, Tucuruvi au nord-est et Mandaqui au nord.
- Avenida Engenheiro Caetano Álvares
- Avenida Luiz Dumont Villares
- Avenida Zaki Narchi
- Marginal Tietê
- Avenida Brás Leme
- Rua Maria Curupaiti
- Avenida Imirim

### Subdivisions
Santana est formée de 22 quartiers, deux d'entre eux forment la région appelée Alto de Santana, ce sont le quartier de Vila Santana et la haute région du quartier de Santana.
Au district s'ajoutent les quartiers : Vila Bianca ; Vila Ester ; Jardim Guanandi.

## Infrastructure

### Transports
Le quartier de Santana est l'un des plus desservis de la ville par des stations de métro. Il y a quatre stations, du sud au nord : Jardim São Paulo-Ayrton Senna, Santana, Carandiru et Portuguesa-Tietê, toutes appartenant à la ligne 1 - Bleue. Deux de ces station sont reliées à deux importantes gares routières de la capitale, une municipale et une internationale : Santana et Tietê, respectivement.
Le terminus Santana est un grand terminal, utilisé uniquement pour les transports en commun  municipaux avec des lignes principalement destinées à la région nord, mais aussi à des destinations dans d'autres régions de São Paulo, principalement la région centrale.
|                                                                               |  |                                 |
| Gare routière de Tietê, considérée comme la plus grande de l'Amérique latine. |  | Campo de Marte, ouvert en 1920. |

Déjà la Tietê est considéré comme le plus important de São Paulo, étant la grande référence pour les trajets routiers, reliant la ville à presque tous les États brésiliens et à certains endroits dans les pays voisins. L'aéroport du Campo de Marte est également situé dans le district, qui abrite la plus grande flotte d'hélicoptères du Brésil, deuxième au monde et est actuellement le cinquième aéroport du pays en mouvement opérationnel.

#### Train à grande vitesse
À l'avenir, il y aura à Santana une gare à grande vitesse. Dans le projet prévu pour le train à grande vitesse qui reliera Rio de Janeiro à São Paulo et Campinas, le seul arrêt prévu dans la capitale de São Paulo sera à Campo de Marte.

## Culture

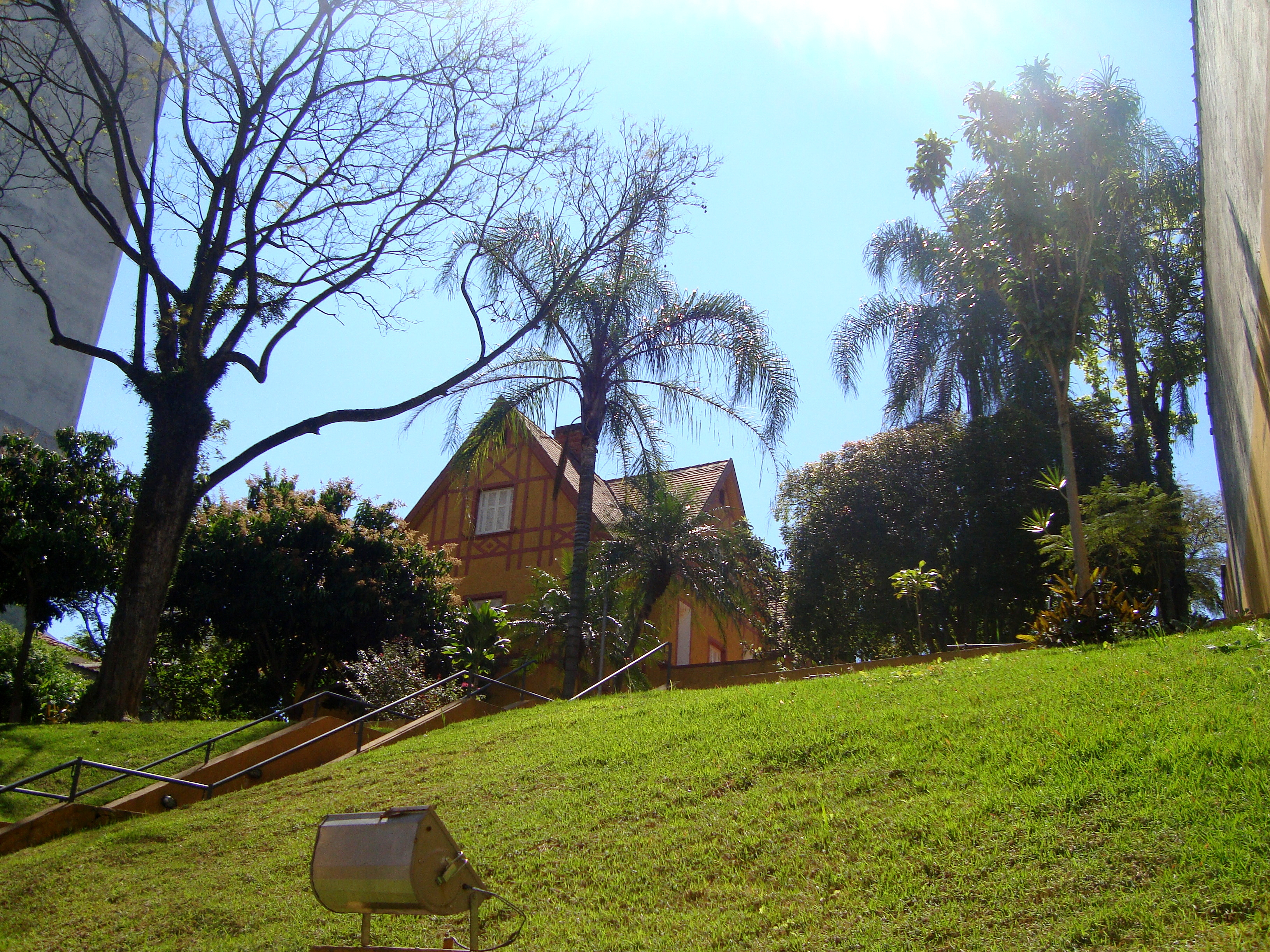
La bibliothèque Narbal Fontes à Alto de Santana.

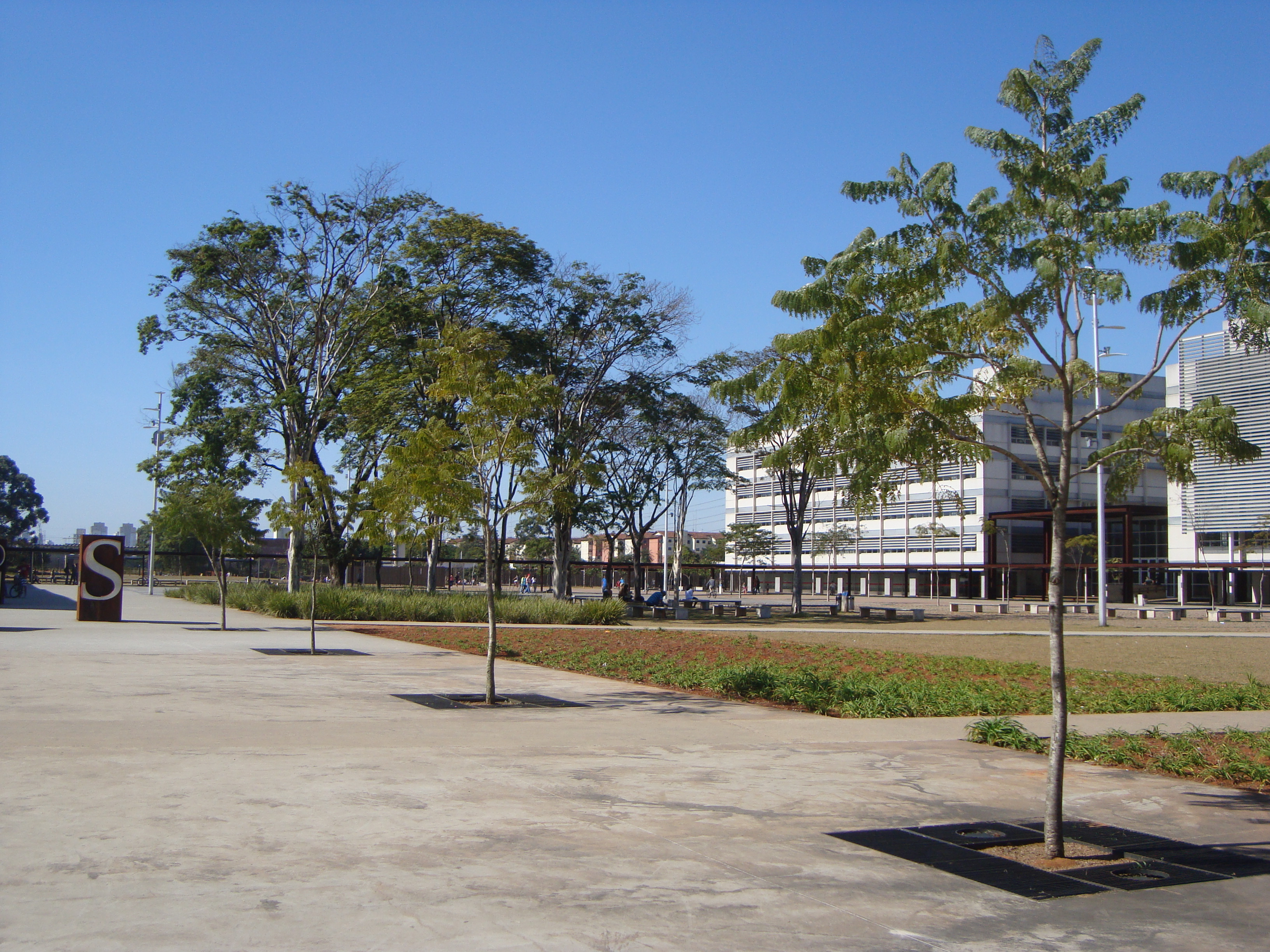
Le Parc de la jeunesse.

### Loisirs
Dans le quartier de Santana se trouve le Parc de la jeunesse, inauguré en 2003 sur le terrain anciennement occupé par l'ancienne prison de Carandiru. Le parc des jeunes n'est pas encore entièrement achevé, mais de grands espaces verts et terrains de sport sont déjà disponibles pour un usage public. Il est considéré comme l'un des meilleurs de la ville.
Il est également situé le Complexe d'Anhembi, qui comprend un immense pavillon d'expositions saisonnières, un pavillon moyen avec les mêmes objectifs, un excellent auditorium public, l'hôtel Holiday Inn, le plus grand hôtel du Brésil (selon le site officiel), est partie du complexe Parque Anhembi, ainsi que le Sambadrome Anhembi, un lieu pour les défilés officiels des écoles de samba, les défilés civiques et autres événements similaires. Le Théâtre Alfredo Mesquita construit par le maire Jânio Quadros est également situé dans le quartier. Le Théâtre Silvio Santos, du SBT, était situé dans le quartier de Carandiru, où les programmes de l'auditorium ont été enregistrés, dirigés par Silvio Santos, Augusto Liberato et d'autres présentateurs.
Sur son territoire, il n'y a qu'un seul musée, le Musée du dentiste, un institut qui préserve l'histoire de la odontologie dans le pays. Les Archives publiques de l'État, est l'une des principales sources de recherche documentaire dans le pays, abrite plusieurs fichiers de documentation textuelle de la période coloniale au Brésil république et une collection d'environ un million d'images et de microfilms. Il dispose également d'un noyau de la Bibliothèque d'État, d'une cartothèque et d'une hémérothèque.
Dans le quartier de Jardim São Paulo se trouvent le Clube Escola Jardim São Paulo, le Teatro Jardim São Paulo, le SESC Santana, la Mirante de Santana et le Parque Domingos Luís avec 8 000 m² d'espace vert.

#### Vie nocturne

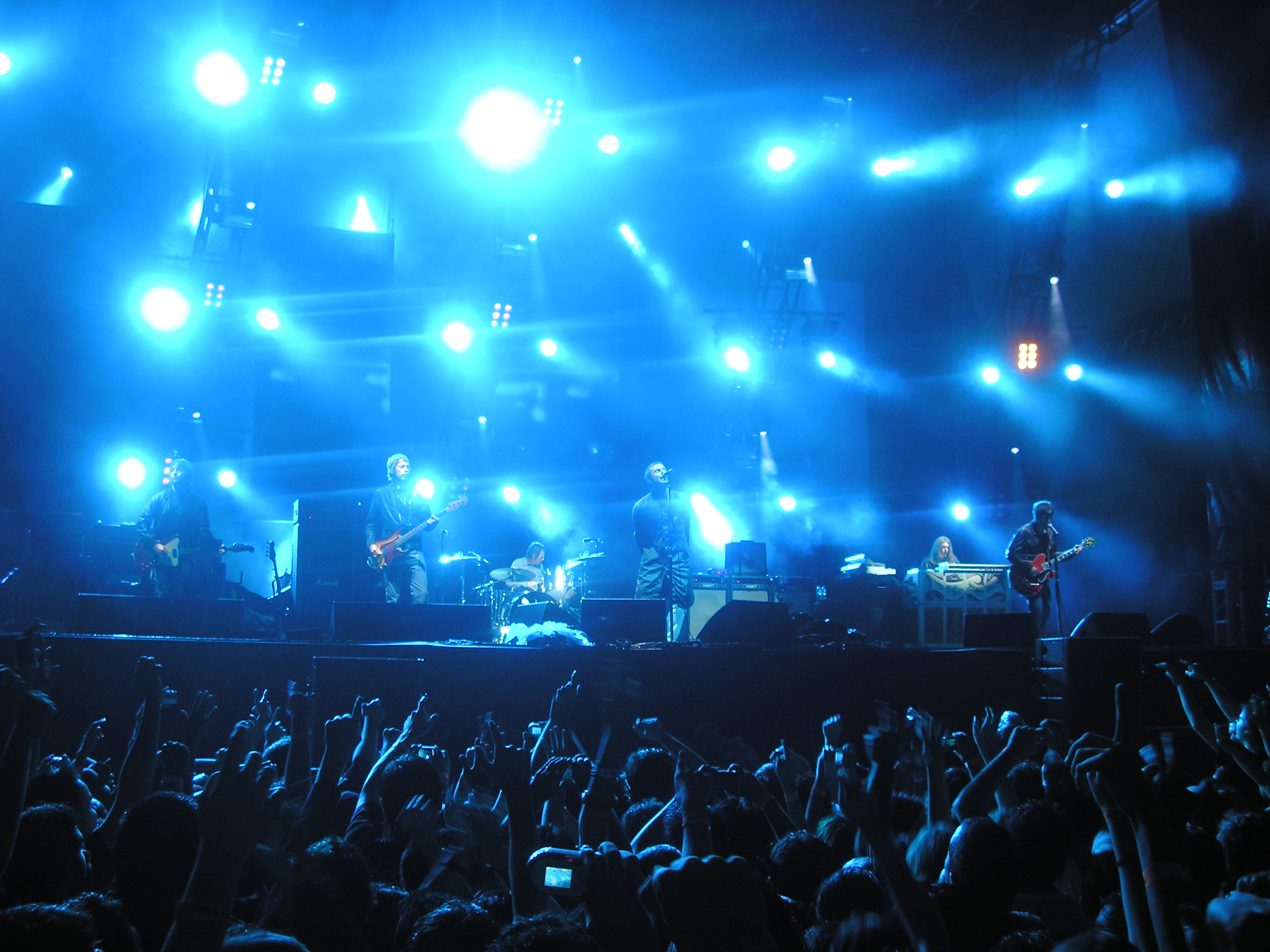
Concert du groupe Oasis à l'Arena Skol Anhembi.

Ces dernières années, certaines avenues se sont remplies de bars, communément appelés « barzinhos » (petits bars), qui attirent les jeunes qui occupent les trottoirs. Les avenues sont avenida Luís Dumont Villares (également connue comme "avenida Nova"), avenida Engenheiro Caetano Álvares qui, au cours des deux dernières années, les magasins de véhicules et d'accessoires automobiles ont cédé la place aux bars (il y en a déjà 12 côte à côte) et avenida Braz Leme.

## Économie

### Commerce
Santana est un quartier qui s'est développé et est devenu un centre socio-économique régional, fonctionnant comme une plaque tournante pour le commerce, les services et les loisirs pour d'autres endroits en dehors de l'axe de développement principal de la municipalité. Il dispose de nombreux commerces et de plusieurs bâtiments commerciaux concentrés principalement dans le quartier de Santana, caractérisé par plusieurs agences bancaires, supermarchés, restaurants, un centre commercial (Santana Shopping) et un grand nombre de magasins de vêtements, chaussures et papeterie, fortement concentrés sur la rua Voluntários da Pátria qui traverse littéralement le quartier, il y a environ 600 magasins dans ses environs.
Dans le Centre de Santana une gamme diversifiée de commerce populaire, semblable à celui de la rue Vinte e Cinco de Março dans le centre commercial du quartier, qui depuis les années 1990 a été consolidé comme un centre pour le commerce de contrebande, piratage et produits de contrefaçon, sont généralement situés dans le centre de Santana, autour de la station de métro Santana.

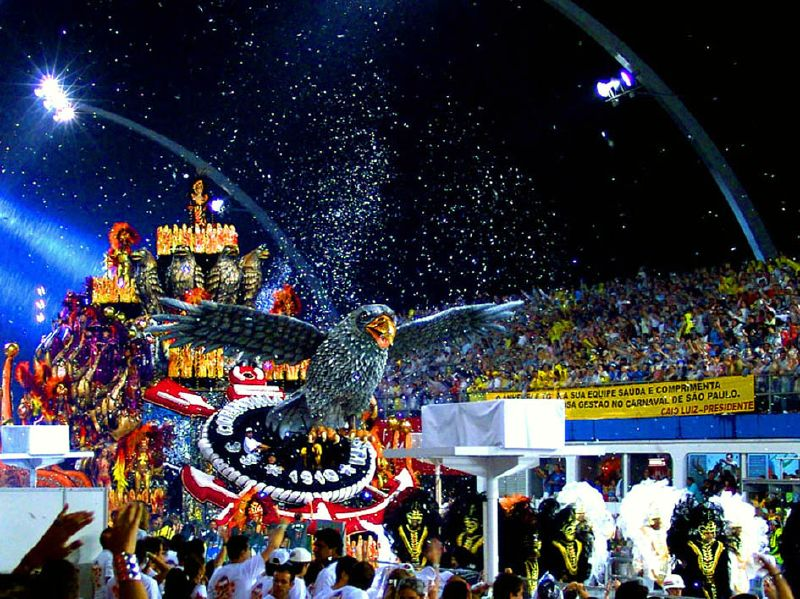
Carnaval de São Paulo au Complexe Anhembi.

À Alto de Santana, il existe un commerce spécifique pour la classe aisée, tels que : boulangeries gourmet, magasins de créateurs, cliniques de beauté, gymnases et restaurants modernes, principalement concentrés sur la rue Pedro Doll et ses environs.

### Tourisme
En raison de la gare routière de Tietê, de l'aéroport du Campo de Marte et du Complexe Anhembi, le quartier compte également de nombreux appartements et hôtels. Cela fait de cette région un pôle touristique de la ville de São Paulo. Endroit idéal pour accueillir les voyageurs d'affaires ou ceux qui viennent pour le tourisme, pour assister au carnaval de São Paulo et veulent un point de départ avec un accès facile aux attractions dans d'autres régions de la ville. L'un de ces hôtels est le Holiday Inn Parque Anhembi, le plus grand hôtel de l'Amérique du Sud avec 780 chambres.
| |  |                                                                                       |
| Salon de l'auto de São Paulo, considéré comme l'événement le plus important et le plus important en Amérique latine dans ce segment. |  | Le spectacle le 1er mai de la Força Sindical qui s'est tenu à la praça Heróis da FEB. |

### Événements
En plus du carnaval de São Paulo qui se tient chaque année au Sambadrome Anhembi, Santana accueille plusieurs événements tels que : la Biennale du livre de São Paulo, le Salon de l'automobile de São Paulo, le Super Casas Bahia et les grandes foires commerciales organisées chaque année au Pavilhão de Eventos do Anhembi.
Le quartier accueille également des événements avec des millions de participants tels que : la Marche pour Jésus, la plus grande au monde ; les deux visites du Pape dans le pays ; le spectacle de 1 mai de Força Sindical et le Domingo Aéreo (Dimanche aérien) au Parc de Matériel Aeronautique de São Paulo.